# Império das Gálias
O Império Gálico (em latim: Imperium Galliarum[a]), chamado também de Império das Gálias, é o nome moderno para o estado rebelde que se formou a partir da secessão de algumas províncias do Império Romano entre 260 e 274[b] durante a chamada crise do terceiro século.
Fundado por Póstumo em 260 logo depois de uma onda de invasões bárbaras e de um período de instabilidade em Roma, o Império das Gálias abrangia, no auge, os territórios da Germânia, Gália, Britânia e, por um tempo, Hispânia. Depois do assassinato de Póstumo em 268, grande parte deste território se perdeu, mas o império continuou existindo sob o comando de diversos imperadores e alguns usurpadores. Toda a região foi finalmente reconquistada pelos romanos pelo imperador Aureliano depois da Batalha de Châlons em 274.

## História

### Origens
A crise do terceiro século romana continuava depois que o imperador Valeriano foi derrotado e capturado pelo Império Sassânida, deixando seu filho Galiano no comando de um império muito instável. Logo depois, o Império de Palmira, que abrangia as províncias no Egito, Síria, Judeia e Arábia, declarou independência de Roma.
Os governadores na Panônia tentaram, sem sucesso, fazer o mesmo, obrigando o imperador a deixar a região do Danúbio para lidar com os rebeldes. Com isso, Póstumo, que era o governador da Germânia Superior e da Germânia Inferior, encarregado da fronteira do Reno. Um administrador brilhante, Póstumo já havia sido vitorioso contra os invasores francos no verão de 260. Ele os havia derrotado de forma tão conclusiva que não houve ali nenhum raide germânico nos dez anos seguintes. Todos estes fatores se combinaram para fazer de Póstumo um dos homens mais poderosos de todo o império.
O herdeiro imperial, Salonino, e o prefeito pretoriano, Silvano, permaneceram em Colônia Agripina (moderna Colônia, Alemanha) para manter o garoto fora de perigo e, provavelmente, para vigiar os movimentos de Póstumo. Não demorou, porém, para que ele cercasse a cidade e mandasse executar os dois, tornando a revolta oficial. Acredita-se que ele tenha estabelecido ali ou em Augusta dos Tréveros (Tréveris) sua capital, com Lugduno (Lyon) como a terceira cidade mais importante do novo império.
O Império das Gálias tinha sua própria guarda pretoriana, dois cônsules eleitos anualmente (nem todos os nomes sobreviveram) e, provavelmente, seu próprio senado. Pelas evidências numismáticas, o próprio Póstumo foi cônsul por cinco vezes. Ele também conseguiu repelir com sucesso a invasão de Galiano em 263 e não teve mais que enfrentá-lo novamente depois disso. Porém, no início de 268, foi obrigado a enfrentar Leliano, provavelmente um de seus próprios oficiais, que foi proclamado imperador em Mogoncíaco (Mainz) pela legião XXII Primigenia. Póstumo rapidamente tomou a capital rebelde e Leliano foi morto, mas acabou pagando um alto preço, pois ele foi derrubado e morto por suas tropas, supostamente por não permitir que o exército saqueasse Mogoncíaco.

### Depois de Póstumo
Depois da morte de Póstumo, o Império das Gálias começou seu declínio. O imperador Cláudio Gótico reintroduziu o controle romano na Gália Narbonense e em partes da Gália Aquitânia; há ainda evidências de que as províncias da Hispânia, que não reconheceram nenhum dos imperadores gálicos depois de Póstumo, podem ter ser reunido com Roma.
Mário foi alçado ao trono depois da morte de Póstumo, mas morreu logo depois; as fontes antigas, escrevendo muito depois, afirmam que ele teria reinado por apenas dois dias, embora seja mais provável, como se evidencia pelas evidências numismáticas, que o correto seja uns poucos meses. Em seguida, Vitorino assumiu o trono, sendo reconhecido no norte da Gália e na Britânia, mas não na Hispânia. Ele passou a maior parte de seu reinado lidando com rebeldes e tentando recuperar os territórios gauleses que haviam sido recuperados por Cláudio Gótico. Assassinado em 271 supostamente por seduzir a esposa de um subordinado, Vitória, sua mãe, conseguiu manter-se no poder tempo suficiente para conseguir eleger um sucessor. Com o apoio dela, Tétrico foi escolhido e foi reconhecido na Britânia e na porção da Gália ainda sob controle imperial. O novo imperador lutou contra os invasores germânicos que passaram a saquear a Gália depois da morte de Vitorino e conseguiu recuperar a Gália Aquitânia e a porção ocidental da Gália Narbonense quando o imperador Aureliano estrava no oriente lutando contra a rainha Zenóbia do Império de Palmira. Tétrico estabeleceu ainda sua corte em Augusta dos Tréveros (Tréveris) e, em 273, elevou seu filho, Tétrico, a césar. No ano seguinte, o jovem Tétrico foi também eleito co-cônsul, mas o império se enfraquecia à cada dia por conta de disputas internas, incluindo um motim liderado pelo usurpador Faustino. Nesta época, Aureliano já havia conseguido derrotar os palmirenos e planejava retomar o Império Gálico. Ele finalmente invadiu o território de Tétrico e o derrotou na Batalha de Châlons em 274. De acordo com algumas fontes, Tétrico ofereceu a rendição em troca de clemência para si e para seus filho antes da batalha, um detalhe que pode ser resultado de propaganda posterior visando desacreditá-lo, mas os fatos eram que Aureliano tornara-se novamente o único imperador romano e o Império das Gálias não mais existia.

## Causas
O Império das Gálias representava um sintoma da fragmentação do poder durante a crise do terceiro século. Ele também já foi visto como um exemplo da tendência autonomista das províncias ocidentais, inclusive mostrando tendências proto-feudalistas no comportamento das classes proprietárias de terras da Gália, cujo apoio foi o principal pilar de sustentação do império, e também como um jogo de forças entre as poderosas instituições romanas e a crescente importância da agenda de demandas provincial.
Um dos principais objetivos de Póstumo como imperador era, evidentemente, a defesa da fronteira germânica; em 261, ele repeliu um grupo misto de francos e alamanos e manteve a limes do Reno segura (embora ele tenha sido obrigado a abandonar as terras além do alto Reno e do Danúbio nos dois anos seguintes). Ao defender a fronteira, Póstumo se posicionou não apenas como defensor e restaurador da ordem na Gália, mas também como o bastião romano na região.
O golpe na Britânia e no norte da Gália por Caráusio menos de vinte anos depois reflete uma tendência pela qual as lealdades locais da aristocracia proprietária de terras e o moral em declínio nas legiões abriram espaço para que um novo golpe acontecesse: muitos britônicos preferiam uma autoridade romana local ao invés de uma revolta de cunho nacionalista.

## Imperadores gálicos
Os imperadores gálicos são conhecidos principalmente pelas moedas que cunharam, o que nos permite esboçar a história política e militar do Império das Gálias. Seus nomes são (em itálico, os usurpadores):
| Imagem | Nome port., latim                                   | Início do reinado | Fim do reinado | Morte | Observação                                                                                       | Imperador em Roma | Fonte  |
| ------ | --------------------------------------------------- | ----------------- | -------------- | ----- | ------------------------------------------------------------------------------------------------ | ----------------- | ------ |
|        | Póstumo Marcus Cassianius Latinius Postumus         | 260               | 268            | 268   | Fundador do Império das Gálias, reinou durante a sua fase mais próspera.                         | Galiano           | [ 13 ] |
|        | Leliano Ulpius Cornelius Laelianus                  | 268               | 268            | 268   | Usurpador                                                                                        | Galiano           | [ 13 ] |
|        | Mário Marcus Aurelius Marius                        | 268               | 268            | 268   | Reinou por um breve período depois de Póstumo                                                    | Galiano           | [ 13 ] |
|        | Vitorino Marcus Piavonius Victorinus                | 268               | 270            | 270   | Sucessor de Mário, foi morto por um marido traído depois de supostamente seduzido a mulher dele. | Cláudio Gótico    | [ 13 ] |
|        | Domiciano II Domitianus                             | 271?              | 271?           | 271?  | Usurpador                                                                                        | Aureliano         | [ 14 ] |
|        | Tétrico I Caius Pius Esuvius Tetricus               | 270               | 274            | 274   | Sucessor de Vitorino escolhido pela mãe dele, Vitória.                                           | Aureliano         | [ 13 ] |
|        | Tétrico II (como césar) Caius Pius Esuvius Tetricus | 273               | 274            | 274   | César junto com o pai.                                                                           | Aureliano         | [ 13 ] |
|        | Faustino Faustinus                                  | 273               | 274            | 274   | Usurpador                                                                                        | Aureliano         | [ 13 ] |